# 月ヶ谷温泉
月ヶ谷温泉（つきがたにおんせん）は、徳島県勝浦郡上勝町にある温泉である。とくしま88景選定。

## 概要
勝浦川の上流の河畔に湧く一軒宿の温泉。源泉は霊山月ヶ谷にあり、岩の亀裂から自然湧出する冷泉である。空海が修行中に月ヶ谷の岩場に薬師如来が出現し「万病を駆除する薬泉」と告げたと伝わる。
月ヶ谷温泉村キャンプ場を併設している。

## 泉質
- 単純硫黄冷鉱泉
  - 源泉温度14.5℃[2]

## 交通
- JR徳島駅より車で約60分。